# Canariphantes
Genre
Synonymes
- Algarveneta Wunderlich, 2021

Canariphantes est un genre d'araignées aranéomorphes de la famille des Linyphiidae.

## Distribution
Les espèces de ce genre se rencontrent en Europe, en Afrique du Nord, en Israël et en Éthiopie.

## Liste des espèces
Selon World Spider Catalog (version 26, 06/03/2025) :
- Canariphantes acoreensis (Wunderlich, 1992)
- Canariphantes alpicola Wunderlich, 1992
- Canariphantes atlassahariensis (Bosmans, 1991)
- Canariphantes barrientosi Bosmans, 2019
- Canariphantes corona (Wunderlich, 2021)
- Canariphantes epigynatus Tanasevitch, 2013
- Canariphantes junipericola Crespo & Bosmans, 2014
- Canariphantes naili (Bosmans & Bouragba, 1992)
- Canariphantes nanus (Kulczyński, 1898)
- Canariphantes palmaensis Wunderlich, 2011
- Canariphantes relictus Crespo & Bosmans, 2014
- Canariphantes ritae (Bosmans, 1985)
- Canariphantes tenerrimus (Simon, 1929)
- Canariphantes trichofer Tanasevitch, 2025
- Canariphantes zonatus (Simon, 1884)
- Canariphantes zonatus lucifugus (Simon, 1929)

## Systématique et taxinomie
Ce genre a été décrit par Wunderlich en 1992 dans les Linyphiidae.
Algarveneta a été placé en synonymie par Wunderlich en 2023.

## Publication originale
- Wunderlich, 1992 : « Die Spinnen-Fauna der Makaronesischen Inseln: Taxonomie, Ökologie, Biogeographie und Evolution. » Beiträge zur Araneologie, vol. 1, p. 1-619.